# كازوهيرو هاشيمورا
كازوهيرو هاشيمورا (باليابانية: 橋村 一浩) (مواليد 17 فبراير 1972)، هو لاعب كرة قدم سابق كان يلعب كلاعب وسط.